# Eleuterio Fernández Huidobro

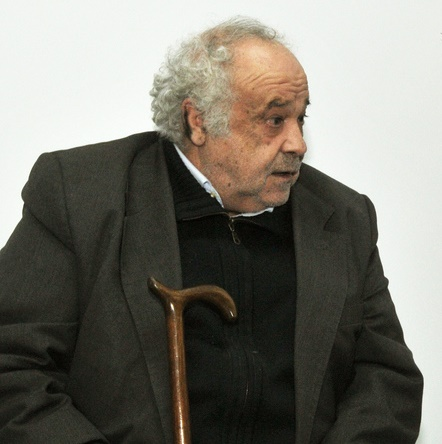
Eleuterio Fernández Huidobro (September 2013)

Eleuterio Fernández Huidobro (genannt „el Ñato“, * 14. März 1942 in Montevideo; † 5. August 2016 ebenda) war ein uruguayischer Politiker und Schriftsteller.

## Leben
Fernández Huidobro absolvierte seine schulische Ausbildung am Colegio y Liceo Santa María und am IAVA. Von 1959 bis Dezember 1966 war er sodann für die Banco Popular tätig. Er gehörte zu den Gründungsmitgliedern der Nationalen Befreiungsbewegung MLN-Tupamaros. Am 8. Oktober 1969 wurde er in Pando verhaftet und in der Folgezeit inhaftiert. Im September 1971 gelang ihm mit 110 Gefangenen die Flucht aus dem Gefängnis von Punta Carretas. Am 14. April 1972 wurde er erneut verhaftet und dabei schwer verletzt. Im September 1973 wurde er mit acht Mitgefangenen, darunter Mauricio Rosencof, José Mujica und Raúl Sendic, zur Geisel der zivil-militärischen Diktatur erklärt, aus dem Gefängnis von Libertad fortgeschafft und war unter völliger Abschottung in Haft. Diese Haftbedingungen wurden auf nationalen und internationalen Druck hin im Mai 1984 gelockert und es erfolgte eine Zurückverbringung ins Gefängnis von Libertad. Endgültig kam er am 14. März 1985 durch das Ley de Pacificación Nacional frei.
Fernández Huidobro, dem Parteienbündnis Frente Amplio angehörend, hatte in der 44. Legislaturperiode für insgesamt vier Tage ein Mandat als stellvertretender Senator in der Cámara de Senadores inne. In der 45. (für die Partido Encuentro Progresista/Frente Amplio) und 46. Legislaturperiode (für Encuentro Progresista/Frente Amplio/Nueva Mayoría) nahm er sodann ab dem 15. Februar 2000 ein Titularmandat als Senator wahr.
Zeitweise war er zwischen 2005 und 2009 Vizepräsident Uruguays. 2007 gründete er den innerparteilichen Sektor Corriente de Acción y Pensamiento – Libertad (CAP-L). Im Mai 2011 trat er als Senator zurück. Seit dem 13. Juli 2011, nach anderen Quellen seit dem 26. Juli 2011, war Fernández Huidobro in der Regierung von Präsident José Mujica Verteidigungsminister Uruguays.
Über die Politik hinaus arbeitete Fernández Huidobro als Schriftsteller. Als solcher verfasste er diverse Bücher. Dazu zählt unter anderem das mit dem Premio Bartolomé Hidalgo ausgezeichnete Memorias del Calabozo. Auch schrieb er La Fuga de Punta Carretas, für das ihm der Preis der Stadt Montevideo verliehen wurde.
Am 31. Juli 2016 wurde berichtet, dass Fernández Huidobro sich seit dem 28. Juli 2016 mit dreifach gebrochener Hüfte im Militärkrankenhaus befinde und aufgrund seiner Atemwegserkrankung COPD in ein sogenanntes künstliches Koma versetzt worden sei. Er starb dort am 5. August 2016 im Alter von 74 Jahren.